# Clytellus
Clytellus is een kevergeslacht uit de familie van de boktorren (Cerambycidae). De wetenschappelijke naam van het geslacht werd voor het eerst geldig gepubliceerd in 1853 door Westwood.

## Soorten
Clytellus omvat de volgende soorten:
- Clytellus benguetanus Schultze, 1920
- Clytellus canaliculatus Holzschuh, 1993
- Clytellus elongatus Pic, 1931
- Clytellus fulgidus Holzschuh, 1991
- Clytellus kareli Holzschuh, 2003
- Clytellus kiyoyamai Hayashi, 1977
- Clytellus laosicus Gressitt & Rondon, 1970
- Clytellus methocoides Westwood, 1853
- Clytellus monilis Holzschuh, 2011
- Clytellus mononychus Holzschuh, 2003
- Clytellus olesteroides Pascoe, 1885
- Clytellus selebensis Gestro, 1877
- Clytellus serratulus Holzschuh, 1991
- Clytellus shibatai Hayashi, 1977
- Clytellus viridipennis Hayashi, 1977
- Clytellus westwoodii Pascoe, 1857